# NGC 3661
NGC 3661 је лентикуларна галаксија у сазвежђу Пехар која се налази на NGC листи објеката дубоког неба.
Деклинација објекта је - 13° 49' 51" а ректасцензија 11h 23m 38,3s. Привидна величина (магнитуда) објекта NGC 3661 износи 13,1 а фотографска магнитуда 14,0. NGC 3661 је још познат и под ознакама IC 689, MCG -2-29-22, PGC 34986.